# علی حقدوست
علی حقدوست (انگلیسی: Ali Haghdoost؛ زاده ۶ اوت ۱۹۸۵) یک بازیکن فوتبال اهل ایران است.